# Moropsyche spinifera
Moropsyche spinifera là một loài Trichoptera trong họ Apataniidae. Chúng phân bố ở miền Cổ bắc.